# Calamus gibbsianus
Calamus gibbsianus är en enhjärtbladig växtart som beskrevs av Odoardo Beccari. Calamus gibbsianus ingår i släktet Calamus och familjen Arecaceae. Inga underarter finns listade i Catalogue of Life.